# Kazuki Kaneshiro
Kazuki Kaneshiro (金城 一紀, Kaneshiro Kazuki, né le 29 octobre 1968) est un romancier coréen Zainichi né à Kawaguchi dans la préfecture de Saitama.
Il acquiert la nationalité japonaise une fois adulte. En raison de l'orientation marxiste-léniniste de son père, il étudie à l'école élémentaire et au collège affiliés au Chongryon. Après que son père a changé son affiliation pour le Mindan, il étudie à l'école secondaire Hozen (保善高等学校) située dans l'arrondissement de Shibuya à Tokyo. Il est diplômé en droit de l'université Keiō. Avec les étroites relations entre le Chongryon, le Mindan et la politique japonaise, il veut promouvoir une identité alternative « coréenne-japonaise » (コリアン · ジャパニーズ) afin de surmonter les obstacles sociaux, mais abandonne plus tard ce concept.
Il est lauréat du prix Naoki en 2000 pour son roman « GO ».

## Filmographie
- 2005 Fly, Daddy, Fly - (d'après le roman)
- 2008 SP - (scénariste)

## Crédit d'auteurs
- (en) Cet article est partiellement ou en totalité issu de l’article de Wikipédia en anglais intitulé « Kazuki Kaneshiro » (voir la liste des auteurs).